# 大黒坊弁慶
大黒坊 弁慶（だいこくぼう べんけい、1957年4月3日 - ）は、日本の男性元プロレスラーである。本名は、小谷 一美（こたに かずみ）。和歌山県日高郡由良町出身、身長190cm、体重150kg。
かつて花籠部屋所属の元大相撲力士であった。大相撲時代の四股名は花嵐（はなあらし）、最高位は東十両9枚目（1984年9月場所）、得意手は左四つ、寄り。当時の体格は身長187cm、体重158kg。

## 来歴
中学時代には柔道をやっていたが、南部高等学校進学後に相撲を始める。大会での活躍が目立ったことで相撲部屋から誘われるが、日本大学出身の教師に薦められ同大に進学した。名門と言われる日大相撲部で活躍し、大学4年時に全国学生相撲選手権大会で優勝したことをきっかけに大相撲に進むことを決意する。高校・大学の同期生には1980年度のアマチュア横綱・冨田忠典（故人…2009年度アマチュア横綱・冨田元輝の父）がいる。
1980年に花籠部屋に入門し、学生横綱の実績により1980年3月場所に幕下付出で初土俵を踏む。上背があり、まわしを取って引く相撲ではなかなかの強さを見せた。鳴り物入りではあったが幕下時代が長く、1984年3月場所に十両に昇進するも今ひとつ勝てず十両在位は3場所に終わった1985年末に師匠の花籠親方が金銭トラブルのため廃業することが決まったため、本人も1985年11月場所限りに28歳で廃業した。花籠部屋が放駒部屋に接収されてからというもの大所帯の生活に慣れず、自身の相撲に集中できなかったという。
廃業後は、プロレス団体WARに登場したチームである相撲軍団に覆面レスラー「嵐」（初代）として参加
1994年、WARの所属選手であった石川敬士（日大相撲部、花籠部屋の先輩でもある）がWARからの離脱と新団体東京プロレスの立ち上げを表明すると、同団体に参加。この際にリングネームを嵐から「ダンク・タニ」と改名する。
東京プロレスでは主要選手の一人として活躍する。1995年にザ・グレート・カブキの東京プロレス参戦と（ダンク・タニとの）タッグ結成が決定すると、リングネームを「大黒坊弁慶」に改名、これ以降はこのリングネームで活動している。このカブキと弁慶によるタッグチームは「幻僧戦士団」を名乗り、同団体において屈指の強さを誇った。これは、名レスラーカブキによって弁慶の潜在能力が引き出された事が大きい。
東京プロレス崩壊後は、新東京プロレス、IWA・JAPANに参戦。その後大日本プロレス所属として活動し同団体のヘビー級ベルトを長期保持するなど重鎮として一つの軸になる存在となった。
2012年に関節などの悪化による手術を行い以降は長期欠場していたが、2014年引退を表明した。なお欠場中から売店などにスタッフとしてついており、引退後も売店に登場していたが、現在は自宅療養している。

## 大相撲時代の主な成績
- 通算成績：138勝125敗6休 勝率.525
- 十両成績：19勝26敗 勝率.422
- 現役在位：35場所
- 十両在位：3場所

### 場所別成績
| | 一月場所 初場所（東京） | 三月場所 春場所（大阪） | 五月場所 夏場所（東京） | 七月場所 名古屋場所（愛知） | 九月場所 秋場所（東京） | 十一月場所 九州場所（福岡） |
| --- | ----------------------- | ----------------------- | ----------------------- | --------------------------- | ----------------------- | --------------------------- |
| 1980年 （昭和55年） | x                       | 幕下付出60枚目 6–1      | 東幕下35枚目 5–2        | 西幕下19枚目 5–2            | 西幕下10枚目 3–4        | 東幕下17枚目 4–3            |
| 1981年 （昭和56年） | 西幕下12枚目 3–4        | 西幕下18枚目 2–5        | 西幕下34枚目 3–4        | 東幕下42枚目 3–4            | 西幕下49枚目 4–3        | 東幕下37枚目 3–4            |
| 1982年 （昭和57年） | 東幕下46枚目 5–2        | 東幕下27枚目 2–5        | 西幕下43枚目 5–2        | 西幕下23枚目 4–3            | 西幕下16枚目 4–3        | 西幕下12枚目 4–3            |
| 1983年 （昭和58年） | 東幕下8枚目 3–4         | 西幕下15枚目 4–3        | 東幕下11枚目 5–2        | 東幕下4枚目 2–5             | 東幕下19枚目 4–3        | 東幕下13枚目 4–3            |
| 1984年 （昭和59年） | 東幕下7枚目 6–1         | 西十両13枚目 7–8        | 西幕下筆頭 4–3          | 東十両12枚目 8–7            | 東十両9枚目 4–11        | 東幕下5枚目 2–5             |
| 1985年 （昭和60年） | 東幕下22枚目 4–3        | 東幕下12枚目 4–3        | 東幕下9枚目 4–3         | 東幕下7枚目 4–3             | 東幕下5枚目 4–3         | 東幕下3枚目 引退 0–1–6      |
| 各欄の数字は、「勝ち-負け-休場」を示す。 優勝 引退 休場 十両 幕下 三賞：敢=敢闘賞、殊=殊勲賞、技=技能賞 その他：★=金星 番付階級：幕内 - 十両 - 幕下 - 三段目 - 序二段 - 序ノ口 幕内序列：横綱 - 大関 - 関脇 - 小結 - 前頭（「#数字」は各位内の序列） |                         |                         |                         |                             |                         |                             |

### 改名歴
- 小谷 一美（こたに かずみ）1980年3月場所 - 1980年11月場所
- 羅紗王（らしゃおう）1981年1月場所 - 1981年5月場所
- 和歌ノ洋（わかのなだ）1981年7月場所 - 1982年3月場所
- 花嵐 一美（はなあらし かずみ）1982年5月場所 - 1985年11月場所

## プロレスラー時代

### 得意技
- ノド輪落とし
- 仏壇返し
- ランニング・スプラッシュ

### タイトル歴
- BJW認定ヘビー級王座
- BJW認定タッグ王座
- WEWハードコアタッグ王座
- 大日本最侠タッグリーグ戦優勝

### テーマ曲
- R★O★C★K★S / HOUND DOG

## 役者としての活動
- 超人機メタルダー（1987年 フーフーチュウ役）
- お嬢さん探偵 ときめき連発!（1987年 伊藤健一役）
- ファイナルファイト 最後の一撃(1989年)
- 1・2の三四郎(1995年 ライデン杉原役)
- 新・ヤンママトラッカー 〜激突!夢街道編〜（2001年8月）
- 池袋ウエストゲートパーク(2003年)